# بطولة ميامي للماسترز 2015
بطولة ميامي للماسترز 2015 هي بطولة كرة مضرب للرجال والسيدات المُحترفين. وهي النُسخة 31 من البطولة التي تُقام في مدينة كي بيسكاين (فلوريدا) في الولايات المتحدة. تُصنف ضِمن دورات الماسترز 1000 نقطة لمُسابقة الرجال، وبطولات رابطة محترفات التنس الممتازة لمُسابقة السيدات.

## النتائج

### نتائج فردي الرجال
- نوفاك دجوكوفيتش هزم  أندي موراي, 7–6(7–3), 4–6, 6–0

### نتائج فردي السيدات
- سيرينا ويليامز هزمت  كارلا سواريز نافارو, 6–2, 6–0

### نتائج زوجي الرجال
- بوب براين /  مايك براين هزموا  فاسيك بوسبيسيل /  جاك سوك, 6–3, 1–6, [10–8]

### نتائج زوجي السيدات
- مارتينا هينجيز /  سانيا ميرزا هزمن  إيكاترينا ماكاروفا /  إيلينا فيسنينا, 7–5, 6–1